# CA River Plate Puerto Rico
El Club Atlético River Plate Puerto Rico és un club porto-riqueny de futbol de la ciutat de Fajardo.
Va ser fundat el 27 de juny de 2004, per un grup de seguidors del Club Atlético River Plate argentí, amb qui signà un acord d'afiliació.

## Palmarès
- Puerto Rico Soccer League:[2]
  - 2010

## Estadis
- Estadi Francisco Montaner; Ponce, Puerto Rico (2008–2010)
- Estadi Roberto Clemente; Carolina, Puerto Rico (2011–present)